# Задорьевский сельсовет
Задорьевский сельсовет — административная единица на территории Логойского района Минской области Республики Беларусь.

## География
Задорьевский сельсовет находится на территории Логойского района, граничит с Околовским, Крайским сельсоветами Логойского района, Вилейским районом Минской области и Докшицким районом Витебской области.

## История
Задорьевский сельсовет образован в 1955 году.

## Состав
Задорьевский сельсовет включает 32 населённых пункта:
- Амнишево — деревня.
- Буда — деревня.
- Васильковка — деревня.
- Вейно — деревня.
- Венера — деревня.
- Выгор — деревня.
- Горелое — деревня.
- Горно — деревня.
- Двиноса — деревня.
- Задорье — деревня.
- Задорье — посёлок.
- Займище — деревня.
- Засовье — деревня.
- Избище — деревня.
- Красное — деревня.
- Лесники — деревня.
- Литвичи — деревня.
- Лонва — деревня.
- Луськое — посёлок.
- Матеево — деревня.
- Остров-2 — деревня.
- Печное — деревня.
- Поповцы — деревня.
- Пристань — деревня.
- Пуща — деревня.
- Саковичи — деревня.
- Соловьевка — деревня.
- Хатень — деревня.
- Хорошее — деревня.
- Череповщина — деревня.
- Шамовка — деревня.
- Юрилово — деревня.

Упразднённые населённые пункты на территории сельсовета:
- Горавец — деревня.
- Остров-1 — деревня упразднена в 2012 году[2].

## Производственная сфера
- СПК «Саковичи»
- СПК «Хорошее»
- Задорьевское лесничество
- Задорьевский ветеринарный участок

## Социально-культурная сфера
- Учреждения образования: ГУО «Задорьевская средняя общеобразовательная школа», ГУО «Хорошанская начальная школа — детский сад», ГУО «Засовьевский УПК-детский сад-средняя общеобразовательная школа», ГУО «Избищенская средняя общеобразовательная школа», ГУО «Задорьевский детский сад Логойского района», Избищенский детский сад.
- Здравоохранение: Задорьсвская врачебная амбулатория, Задорьевская больница сестринского ухода, Избищенский ФАП, Засовьевский ФАП.
- Сельские дома культуры: Задорьсвский СДК, Хорошанский СДК, Избищенчский СДК.
- Библиотеки: Засовьевская сельская библиотека — клуб, Избищенская, Хорошанская, Задорьевская